# Agència d'Avaluació i Prospectiva de l'Educació
L'Agència d'Avaluació i Prospectiva de l'Educació és un òrgan de la Generalitat de Catalunya encarregat de impulsar l'avaluació del sistema, de les polítiques educatives i de la recerca educativa i assolir, en últim terme, els reptes del sistema educatiu català.
Es va crear amb la Lei d'Educació de Catalunya el 2009, però mai es va desplegar. A l'abril de 2025, un decret va reactivar l'Agència, i la consellera d'Educació i Formació Professional va exercir com a presidenta honorífica temporal. Des de 2025, Núria Planas Raig és la directora.
Es va crear al 2023.